# José de Carvajal y Lancaster
José de Carvajal y Lancaster (Cáceres, 16 de marzo de 1698 - Madrid, 8 de abril de 1754) fue un político español.

## Origen
Fueron sus padres, Bernardino de Carvajal y Vivero, II conde de la Quinta de la Enjarada, y de su esposa María Josefa de Lancaster y Noroña. Su hermano mayor, Juan, fue el IV duque de Abrantes y grande de España. Otro de sus hermanos fue el piadoso obispo de Cuenca, Isidro de Carvajal y Lancaster (1705-1771). Era sobrino de Fernando de Alencastre Noroña y Silva, duque de Linares, marqués de Valdefuentes y virrey de la Nueva España (enero de 1711-15 de agosto de 1716).

## Carrera política
Se inició en la Real Chancillería de Valladolid como oidor.

### Presidente del Consejo de Indias
Fue del Consejo y Cámara de Indias y gobernador de este Consejo en el reinado de Felipe V.

### Presidente de la Junta de Comercio, Moneda y Minas
Fue presidente de la Junta de Comercio, Moneda y Minas durante casi todo el reinado de Fernando VI. El 24 de enero de 1746, Felipe V le nombró al frente de la entonces Junta de Comercio y Moneda por recomendación del marqués de la Ensenada, a quien sucedía en el cargo. Alteraba así la costumbre de que fuera el secretario de Hacienda quien presidía esta Junta, creada en 1730 por fusión de las preexistentes de Comercio y de Moneda. A finales de aquel año, reinando ya Fernando VI, sucedió también a Ensenada al frente del ministerio de Estado pero retuvo la presidencia. En los dos años siguientes, las ya vastas competencias de la Junta fueron ampliadas con el ramo de Minas y las «dependencias de extranjeros» (el comercio exterior). Y permaneció al frente de ella hasta que en 1754 le sucedió el conde de Valparaíso, secretario de Hacienda.
Carvajal se quejaba del perfil burocrático de los miembros de esta Junta y sobre todo del tiempo parcial y limitado que dedicaban a tan importante cometido —empezando por él mismo, que simultaneaba la presidencia con el ministerio de Estado—: «¡Esto es un dolor! Los asuntos de comercio son tratados a horas perdidas por magistrados de distintos consejos dos tardes por cada semana.»

### Ministro decano de Estado
Como secretario de Estado en el reinado de Fernando VI fue el promotor de la Expedición de Límites del Orinoco que se estaba organizando en ejecución del Tratado de Límites hispano-portugués de 1750 mediante el cual Portugal renuncia a la colonia del Sacramento y a su pretensión de libre navegación por el Río de la Plata. A cambio, España cedió a Portugal dos zonas en la frontera brasileña, una en la Amazonia y la otra en el sur, en la que se encontraban siete de las treinta reducciones guaraníes de los jesuitas. Los españoles tuvieron que expulsar a los misioneros jesuitas, lo que generó un enfrentamiento con los guaraníes que duró once años.
El conflicto de las reducciones provocó una crisis en la Corte española. El marqués de la Ensenada, favorable a los jesuitas, y el padre Rávago, confesor del rey y miembro de la Compañía de Jesús, fueron destituidos, acusados de entorpecer los acuerdos con Portugal.